# 정보통신연대INP
정보통신연대INP는 1993년 시작된 PC통신서비스 아리컴이 운영자의 군입대로 인해 이용자들이 통신망을 자치 운영하며 오프라인 모임에도 참여했던 이용자들이 주축이 되어 1997년도에 만들어진 정보민주화 정보통신운동단체이다.
1997년 처음 창립 당시에는 정의평화정보센터라는 인권단체 산하에 정보민주화를 위한 사업단 INP(이하 INP)로 창립하였지만 곧이어 아리컴 PC통신서비스를 녹두넷으로 재개편하고 인터넷 녹두신문을 창간해 미디어 운동을 펼치면서 같은 해에 정의평화정보센터(이후 전북평화와인권연대)에서 독립해 조직명칭을 정보통신연대INP로 변경했다. 초기사업은 전자주민카드 도입에 반대하는 활동을 펼쳤다. 정보기술에 의한 노동감시 반대와 CCTV의 남용을 고발하며 정보인권이라는 개념을 정립하는데 공헌했다.
2001년에는 녹두방송을 만들게 되면서 시민미디어운동의 영역을 확장시켰다. INP는 '불법소프트웨어 단속 자체가 법률을 위반'이라며 '더 큰 불법을 자행하고 있다'는 법률해석과 주장을 통해 소프트웨어 사용에 있어 무분별한 저작권 남용을 저지했다. 2002년에는‘자유가 없으면 인터넷이 아니다’라는 푯말을 들고 인터넷내용등급제를 반대하는 캠페인을 펼쳤다. INP는 아래로부터의 정보통신한마당을 개최하며 1회에서는 인터넷의 대중화, 2회에서는 운영체제 독점의 폐단을 지적하며 리눅스 대중화 운동을 펼쳤다.